# Gverilsko bojevanje
Gverilsko bojevanje je metoda nekonvencionalnega bojevanja, ki zajema hitre akcije proti nasprotnikovim silam, ki so številčnejše in bolje opremljene, a manj mobilne. Gverilske skupine se borijo bodisi za svoje cilje, bodisi za dosego ciljev večje politične ali vojaške organizacije. Nekateri poznavalci uvrščajo gverilsko bojevanje na mejo med terorizmom in konvencionalnim bojevanjem.

## Organizacija gverilskega bojevanja
Gverilske skupine po navadi sestojijo iz oboroženega in političnega krila. 
Oboroženo krilo deluje podobno kot konvencionalne vojaške formacije se ukvarja z vojaškimi akcijami, urjenjem borcev in logistiko. Lahko deluje samostojno ali kot podpora konvencionalnim vojaškim silam. Ti oddelki so lahko majhni ali zelo številčni.
Politično krilo služi širjenju propagande, iskanju podpore pri prebivalstvu in morebitnih sponzorjih, iskanju simpatizerjev, itd.
Mao Zedong je v svojem delu O gverilskem vojskovanju navedel tri potrebne pogoje za uspeh gverilskega gibanja:
- zadostna podpora (15−25 % populacije) gverilskemu gibanju
- teren, ki nudi gverilcem zadostno zavetje in z značilnostmi, ki jih gverilci lahko uporabljajo v svoj prid
- zunanja podpora s financiranjem, oboroževanjem, svetovanjem in drugimi oblikami podpore

## Značilnosti gverilskega bojevanja
Gverilsko bojevanje temelji na mobilnosti, ki je po navadi večja kot pri običajnih vojaških formacijah. Ravno mobilnost gverilcem omogoča hitre napade, hitre umike ter izogibanje nasprotnikovim vojašim silam. Izraz gverila je pomanjševalnica španske besede guerra − vojna, torej dobesedno »mala vojna«.
Za uspeh gverilskih operacij sta močno pomembna izvidništvo in presenečenje. Gverilske enote se običajno ne poslužujejo konvencionalnega bojevanja, temveč se bolj zanašajo na nekonvencionalne metode, kot so zasede, sabotaža, diverzije za preusmerjanje pozornosti, atentati, pri čemer se izogibajo večjih bojev z močnejšimi nasprotnikovimi silami ali operacij na teritoriju, kjer gverilci nimajo prednosti. 
Gverilska gibanja po navadi iščejo podporo lokalnega prebivalstva, ki lahko nudi finančna sredstva, hrano in zatoščišče, ravno tako pa lahko z določenimi akcijami (politični aktivizem, vohunjenje) pripomore k uspehu gverilskega boja.